# Larry Wall
Larry Wall (27 de setembre de 1954) és un programador, lingüista i autor estatunidenc, més conegut per haver creat el llenguatge de programació Perl el 1987.
Va començar els estudis superiors a la Seattle Pacific University el 1976, especialitzant-se en química i música i, més tard, premedicina. Després d'una pausa de diversos anys treballant al centre de computació de la universitat, es va graduar amb una llicenciatura en llenguatges naturals i artificials.
És l'autor del programa rn (lector d'articles d'Usenet) i del quasi universal patch. Ha guanyat el IOCCC (concurs internacional de codi C ofuscat) dues vegades i va rebre el primer premi de la Free Software Foundation per a l'avanç del programari lliure el 1998.
Més enllà de les seves habilitats tècniques, Wall és conegut pel seu irònic sentit de l'humor, que manifesta en els comentaris en el codi font o a Usenet. Per exemple (traducció lliure): "No m'agrada fer estupideses, excepte si és fet expressament".
També és un lingüista molt entrenat, la qual cosa el va ajudar molt durant l'escriptura dels seus llibres, així com durant el disseny del Perl. És coautor del llibre Programming Perl, recurs definitiu per als programadors del Perl. També ha editat el Perl Cookbook. Els seus llibres han estat publicats per l'editorial O'Reilly Media.
La seva fe cristiana l'ha influït fins i tot en la mateixa terminologia del Perl, nom que prové de Mateu 13:46. El mateix passa amb la funció bless o les categories de Perl 6, anomenades apocalypse i exegesis. De fet, Wall i la seva dona tenien la intenció de trobar un llenguatge possiblement africà sense escriptura per a estudiar-lo, crear-ne una escriptura, i poder-hi traduir qualcuns textos, entre els quals es trobaria la Bíblia. Per problemes de salut (no tolera el gluten i és pràcticament cec d'un ull), van haver de cancel·lar aquests plans.
En Wall continua la seva feina desenvolupant Perl i fa de dissenyador principal del projecte.